# Arada (ort)
Arada är en ort i Honduras.   Den ligger i departementet Departamento de Santa Bárbara, i den västra delen av landet, 150 km nordväst om huvudstaden Tegucigalpa. Arada ligger 433 meter över havet och antalet invånare är 2 913.